# Phạm Hổ
Phạm Hổ (bút danh Hồ Huy; 1926 - 2007) là nhà thơ Việt Nam, được tặng Giải thưởng Nhà nước về Văn học nghệ thuật năm 2001. Ông được xem là một trong những cây đại thụ của văn học thiếu nhi ở cuối thế kỷ XX và đầu thế kỷ XXI.

## Tiểu sử
Phạm Hổ sinh ngày 28 tháng 11 năm 1926 tại xã Thanh Liêm (nay là xã Nhơn An), thị xã An Nhơn, tỉnh Bình Định. Ông đỗ bằng Thành chung năm 1943. Sau Cách mạng Tháng Tám ông làm công tác tuyên truyền và tham gia hoạt động văn học nghệ thuật
Sau Hiệp định Geneva năm 1954, ông ra Bắc, là thành viên sáng lập Hội Nhà văn Việt Nam (1957) và cũng là một trong những người đầu tiên hình thành Nhà xuất bản Kim Đồng, nơi chuyên xuất bản văn hóa phẩm dành cho trẻ em.
Làm việc tại Nhà xuất bản Kim Đồng được ba năm, ông chuyển sang Nhà xuất bản Văn học rồi về báo Văn Nghệ, cơ quan ngôn luận của Hội Nhà văn Việt Nam, làm đến Phó Tổng biên tập của báo này.
Từ năm 1983, ông là Phó trưởng ban đối ngoại của Hội Nhà văn Việt Nam và là Chủ tịch Hội đồng văn học thiếu nhi của hội. Năm 1994, ông nghỉ hưu.
Ông qua đời ngày 4 tháng 5 năm 2007 tại Hà Nội.

## Sự nghiệp
Tác phẩm của ông xuất hiện trên báo khá sớm với bút ký "Vén mắt" viết về công tác truyền bá chữ quốc ngữ, đăng trên tạp chí Tiên phong, cơ quan của Hội Văn hóa cứu quốc Việt Nam. Tập thơ đầu tiên ông viết trong kháng chiến chống Pháp dành cho lứa tuổi măng non là Em vẽ Bác Hồ in năm 1948 ở Khu Năm. Tiếp đó, là loạt bài thơ của ông xuất bản thành tập Lúa non năm 1951, có tiếng vang ở miền Nam Trung Bộ thời đó.
Cả sự nghiệp sáng tác của mình, ông đã viết 25 tập thơ, 35 tập truyện, 10 kịch bản sân khấu và phim hoạt hình. Nổi bật trong các sáng tác của ông là dành cho thiếu nhi; nhiều tác phẩm đã được đưa vào giảng dạy trong trường phổ thông. Nhiều tác phẩm của ông viết cho thiếu nhi được dịch in ở Nga, Pháp, Trung Quốc, Ðức, Hungary, v.v...
Ông còn là một dịch giả đã dịch nhiều thơ văn nước ngoài ra tiếng Việt và là một họa sĩ đã vẽ rất nhiều tranh. Bộ sưu tập tranh của ông có đến hàng trăm bức ký họa, phấn mầu, bột mầu, khắc gỗ... Tranh của ông cũng đã được triển lãm ở Hà Nội và một số nơi trong nước.
Năm 2001, ông được trao Giải thưởng Nhà nước về Văn học nghệ thuật với các tác phẩm: Ra khơi, 15 tập truyện Chuyện hoa chuyện quả và Tuyển tập Phạm Hổ.

## Tác phẩm chính

### Dành cho thiếu nhi
- Thơ: Chú bò tìm bạn (Tuyển tập thơ, chọn từ hơn 15 tập thơ in riêng từng tập, in lần thứ 3, có bổ sung, Kim Đồng, 1997)
- Truyện: Chuyện hoa chuyện quả (Toàn tập, Hà Nội, 1993).
- Kịch: Mỵ Châu - Trọng Thủy (Kim Đồng, 1993)

### Dành cho người lớn
- Những ngày xưa thân ái (thơ, Hội Nhà văn, 1956);
- Ra khơi (thơ, Hội Nhà văn, 1960);
- Đi xa (thơ, Hội Nhà văn, 1973);
- Những ô cửa - những ngả đường (Hội Nhà văn, 1982).
- Vườn xoan (truyện, Hội Nhà văn, 1962);
- Tình thương (truyện, Phụ nữ, 1973);
- Cây bánh tét của người cô (truyện, Hà Nội, 1993).

## Vinh danh
- Giải thưởng Nhà nước về Văn học nghệ thuật, đợt 1, 2001.

### Giải thưởng văn học
- Giải A Cuộc vận động sáng tác cho thiếu nhi do Trung ương Đoàn Thanh niên cộng sản tổ chức năm 1957 với tập thơ Chú bò tìm bạn;
- Giải A Cuộc vận động sáng tác cho thiếu nhi do Trung ương Đoàn thanh niên cộng sản tổ chức năm 1967-1968.Chú vịt bông (tập thơ) nhận
- Giải chính thức về thơ, Hội đồng văn học thiếu nhi Hội Nhà văn tặng (1985) với Những người bạn im lặng;
- Giải thưởng về kịch cho thiếu nhi do Trung ương Đoàn Thanh niên cộng sản và Hội Nghệ sĩ sân khấu tặng (1986) với vở kịch Nàng tiên nhỏ thành ốc.

## Nhận định
| “                        | Phạm Hổ là một món quà đặc biệt mà Tạo hoá đã “thửa” riêng, làm riêng để trao tặng con trẻ. | ” |
| — nhà thơ Trần Đăng Khoa |                                                                                             |   |

## Gia đình
Anh trai ông là nhà văn Phạm Văn Ký và em trai là nhạc sĩ Phạm Thế Mỹ.
Vợ ông là Hà Huy Tuyết, giảng viên dạy văn học phương Tây ở Trường Đại học Văn hóa.